# Napoli milionaria!
Pour les articles homonymes, voir Napoli milionaria.
Napoli milionaria! est une comédie écrite et interprétée par Eduardo De Filippo en 1945. C'est le premier ouvrage de la collection Cantata dei giorni dispari (it).